# Las Binals
Las Binals (en francès Nasbinals) és un municipi francès situat al departament del Losera i a la regió d'Occitània.